# Едвард Гаркнесс
Едвард Стів Гаркнесс (англ. Edward Stephen Harkness; 22 січня 1874, Клівленд, Огайо, США — 29 січня 1940, Мангеттен, Нью-Йорк, США) — американський нафтовий магнат та філантроп, зробив благодійних внесків на загальну суму понад 129 мільйонів доларів, що тепер становить понад 2 мільярди доларів.

## Життєпис
Едвард Стів Гаркнесс народився  22 січня 1874 року в Клівленді, штат Огайо. Був молодшим сином американського бізнесмена Стівена В. Гаркнесса та Анни М. Гаркнесс (Річардсон). У нього був старший брат та сестра. Його батько був одним із засновників «Стандард ойл», серед яких був і Джон Рокфеллер. Стівена Гаркнесс помер у 1888 році, коли Едварду було лише 14 років. Свій статок він залишив дружині та синам, і вони заробили на «Стандард ойл» понад 100 мільйонів доларів, хоча ніхто з них активно не займався бізнесом. Едвард Гаркнесс закінчив Школу святого Павла у місті Конкорд, Нью-Гемпшир та Школу права Колумбійського університету в Нью-Йорку.
Едвард Гаркнесс був відомий тим, що більшу частину життя присвятив благодійній діяльності та витратив на це значну частину статків Гаркнессів. Його старший брат Чарльз успішно вів справи, і багатство сім'ї не тільки не зменшилася, але продовжувало приростати. Чарльз помер в 1916 році, коли Едварду було 42 роки. Саме в цей час Едвард та його мати заснували благодійний «Фонд Співдружності» з початковим капіталом у 10 мільйонів доларів. Цей Фонд займався охороною здоров'я та навчанням дітей, допомогою сільським лікарням й школам. Крім численних пожертвувань пресвітеріанській церкві, дитячим лікувальним закладам та школам, він посприяв розвитку медичної науки та університетського життя, створивши клінічну лікарню, коледж-інтернат а також фінансував Єльську школу драми.
Гаркнесс також придбав збірки давньоєгипетських витворів мистецтва для нью-йоркського Музею мистецтва «Метрополітен», надавав підтримку Королівському Шекспірівському театру в Стретфорд-на-Ейвоні, Англія.
Його дружина, Мері Емма Стіллман, підтримувала благодійні акції. Дітей у них не було. Після смерті Гаркнесса 29 січня 1940 року дохід від решти 55 мільйонів доларів перейшов до дружини, а після її смерті у 1954 році статок Едварда Гаркнесса було розділено між «Фондом Співдружності», Пресвітеріанською клінікою в Нью-Йорку та іншими установами, які раніше отримували допомогу. Едвард Гаркнесс похований на цвинтарі Вудлон.